# 蔣渭川
蔣渭川（1896年2月2日—1975年5月5日），字惟正，台灣宜蘭人，政治人物，曾任中華民國內政部次長。親近CC派。其兄長蔣渭水醫師為臺灣日本統治時期社會運動著名領袖。
蔣渭川在二二八事件中被武裝分子攻擊，女兒慘死，兒子重傷，著有《二二八事變始末記》。

## 早年求學
父親蔣鴻章（老番），母親李綢氏，有兄二人、姊妹三人。蔣渭川於1896年2月2日（明治29年，農曆十二月十九日）出生於宜蘭良門，其父親不願意報日本政府的戶口，但因戶口調查越來越嚴，五歲時始被迫報籍一歲。
1912年，自宜蘭公學校畢業，因家庭生活拮据，未能繼續升學，於是進入宜蘭郵局夜間電話接線生，以資助兄長蔣渭水求學之費用。1913年蔣渭水與醫學校的同學在台灣各地設置讀報社。宜蘭讀報社設於宜蘭媽祖宮後，由蔣渭川負責。

## 日治時期從商從政
1915年4月，二哥蔣渭水自醫學校畢業，就職宜蘭醫院內科，蔣渭川遂前往台北經營小規模學用品店。1916年11月，蔣渭水也來到台北大稻埕開設「大安醫院」。
1917年，蔣渭川與同是宜蘭人的林阿桂結婚。次年10月13日，長男松堅出生，一個月後妻因病過世。
1919年，蔣渭川再婚，其妻林麵為三峽商人林薯之長女。兩人生下 2子6女，松柏、梨雲、碧雲、玉雲、巧雲、滿雲、節子（後改為節雲）、么子松平。
1928年，參加蔣渭水臺灣民眾黨的臺灣工友總聯盟，為之助講。後開設文化書局，經濟漸寬。但是1930年，台灣也受到世界性經濟大恐慌的影響，景氣很不好，加上他和蔣渭水兄倆忙於社會運動，無暇照顧生意與診所，財務相當困難。到了1931年8月5日，蔣渭水因病去世，享年40歲，不久大安醫院與文化書局皆因財務困難及付不出房租而結束營業。
1934年（39歲），蔣渭川重新開設台北堂書店，後因已有同名者，而改名為「日光堂書店」，同時擔任台灣書籍雜誌商組合理事。
1935年，蔣渭川組織「台灣總商會」，在民生西路底的水門邊舉辦一次具規模的產業展覽會。此時期，他擔任台灣貿易商同盟會會長、紙文具商聯合會會長，以及台灣藥業組合理監事，和稻江、商工、龍江等信用組合的理監事等等，是一位受人敬重的商界人士。
1939年11月，當選第二屆臺北市議員，在二十名當選者中名列第七。

## 二次大戰後
1945年二次大戰一結束，台灣人民歡天喜地，蔣渭川毫不猶豫的加入中國國民黨，且在台灣光復後第八天，在書店升起一面青天白日滿地紅的國旗。10月間，蔣渭川與日治文化協會、民眾黨等人士在新中華酒家開歡迎宴，歡迎國民黨台灣省黨幹部來台就職，在省黨部指導下籌設「台灣民眾同盟」，廣招攬舊同志。台灣革命同盟會幹部張邦傑、呂伯雄皆與會，11月20日在台北市中山堂召開「三民主義宣傳大會」，並擔任主席。組織「台灣青年黨」，由日治時期的防衛團與青年團成員組成，目的在協助政府的接收工作順利完成。其後組「黨」不成，改名稱為「台灣青年文化協會」。
1946年1月成立了「臺灣民眾協會」，多為民眾黨人士參加，張邦傑為主任委員。協會甚為活躍引起台灣長官公署注意，欲將之解散。台灣省黨部主委李翼中命省黨部委員林紫貴、徐白光與蔣渭川商議，在省黨部指導下將協會改組為「台灣省政治建設協會」，並將張邦傑驅除出境。
1946年7月19日澀谷事件發生之後，台灣上千名學生示威，抗議駐日美國憲兵對台灣人做出不公平的處理，企圖包圍台北美國領事館。美方要求陳儀予以保護，並建議請台灣民間人士出面調解。當時，蔣渭川先生偕同臺灣省政治建設協會上百位同仁協助引導遊行隊伍，使隊伍有秩序地到達領事館，並且由廖進平等陪同學生代表進入領事館表達抗議，使該次示威抗議得以和平地完成。由於此件成功調解事例，後來當二二八事變爆發及衝突行為蔓延全省時，陳儀、張慕陶、柯遠芬、李翼中等黨、政、軍方面人士先後函請蔣渭川再行調解民變局勢。
1946年12月，蔣渭川以台北市商會理事長身份發表演說，抨擊民政處官員貪污，被長官公署以妨害秩序之名向法院提出告訴，後蔣渭川出具悔過書認錯了事。

### 二二八事件期間
1947年二二八事件爆發，任台北二二八事件處理委員會主要負責人，與陳逸松在處委會有領導權之爭，蔣渭川與長官公署往來密切，受到部分處委會委員排擠。3月2日，受保密局台灣站站長林頂立與陳儀之命組織忠義服務隊的許德輝，前來拜訪蔣渭川，希望蔣渭川在處委會中推舉自己為治安組組長，3月3日許德輝任治安組組長。3月5日，處委會通過〈二二八事件處理委員會組織大綱〉與〈八項政治根本改革方案〉後，蔣渭川另向陳儀獻策，建議設立台灣政治改革委員會，並以台灣省政治建設協會名義提出〈九項省政改革綱要〉，政改會成員以各區鄉鎮民代表為候選人，排除二二八處委會成員加入。
蔣渭川受陳儀之託，為政府向臺灣人廣播，此時渭川指出當時台灣人與戰後來臺大陸人之間的族群隔閡，並檢討國民政府下的貪污、行政不當及將台灣視為征服來的領土。不久，一群自稱「警察隊員」之武裝分子五名，在詢問蔣渭川姓名後大喊「你對長官說什麼置換處長！」將蔣渭川拖出來，作勢要槍斃；結果蔣渭川本人成功脫身；其女蔣巧雲卻當場慘死，兒子松平則重傷。此後一年渭川逃逸，直到丘念臺向政府作保，渭川方出。
一般著作往往認定闖入蔣宅之武裝分子乃警察機關或陳儀派之。但蔣渭川自己卻認為要殺自己的人可能有三種來源：
- 誤會自己要與長官（陳儀）共謀騙民眾
- 因「處長置換成本省人」一事，對自己有誤會
- 外省人尋仇報復

### 二二八事件以後
二二八事件後，1948年蔣渭川當選臺灣省議會參議員，1949年蔣中正在臺灣召見蔣渭川3次，同年底吳國楨任台灣省政府主席後，聘請渭川當民政廳長兼省府委員，但廳長只當了40天就下台（改由省府委員楊肇嘉接任民政廳），1950年2月榮升中華民國內政部次長，達到政治生命的最高峰；1960年轉行政院顧問，1964年任台灣省政府顧問。

### 逝世
1975年5月5日，蔣渭川睡夢中心臟衰竭去世，享壽80歲。

## 影視作品
- 《悲情城市》
- 《紫色大稻埕》：由檢場飾演。

## 外部連結
- 蔣渭川和他的時代
- 畫中有話－蔣渭水，蔣渭川，兄弟們的抗暴情愁 - 財團法人台灣大地文教基金會 （页面存档备份，存于）